# Dejan Ajdačić
Dejan Ajdačić (Beograd, 21. siječnja 1952.) je srpski filolog, etnolingvist, folklorist, teoretičar, prevoditelj i urednik. Upravitelj je kulturne mreže Projekt Rastko.

## Djela i radovi
- Izabrana dela, koautorski s Ivanom Srdanovićem, Beograd,  1988.
- Novak Kilibarda - naučnik, književnik, Bar, 2000, 437 str.
- Prilozi proučavanju folklora balkanskih Slovena, Beograd,  2004, 311 str.
- Korotkiй ukraїnsьko-serbsьkiй slovnik spolučuvanostі slіv.  Navčalьniй slovnik, Kiїv, 2005, 126 str. [koautor: Юlія Bіlonog]
- Slavistička istraživanja, Beograd, 2007, 298 str.
- Futuroslavija. Studije o slovenskoj naučnoj fantastici,  Beograd, 2008, 104 str.; 2009, 200 str. (priredio: Zoran Stefanović)
- The Magical and Aesthetic in the Folklore of Balkan Slavs  (1994)
- Fotografije Vojislava M. Jovanovića (1997, s Milankom Todić)
- Kilibarda, Novak. Epska mjera istorije (1998)
- Kilibarda, Novak. Usmena književnost pred čitaocem (1998)
- Kilibarda, Novak. Usmena književnost u službi pisane (1998)
- Antiutopije u slovenskim književnostima (1999)
- Erotsko u folkloru Slovena (2000)
- Čudo u slovenskim kulturama (2000)
- Jovanović, Vojislav M. Zbornik radova o narodnoj književnosti  (2001, s Ilijom Nikolićem)
- Rjabčuk, Mikola. Od Malorusije do Ukrajine (2003)
- Novіtnя serbsьka dramaturgія (2006)
- Apokryfy i legendy starotestamentowe Słowian południowych  (2006, s Georgijem Minčevim i Malgožatom Skovronek)
- Slovenska naučna fantastika (2007, s Bojanom Jovićem).
- Suvin, Darko. Naučna fantastika, spoznaja, sloboda (2009)
- O delu Dragoslava Mihailovića (2009, sa Zoranom Momčilovićem)